# 撞球

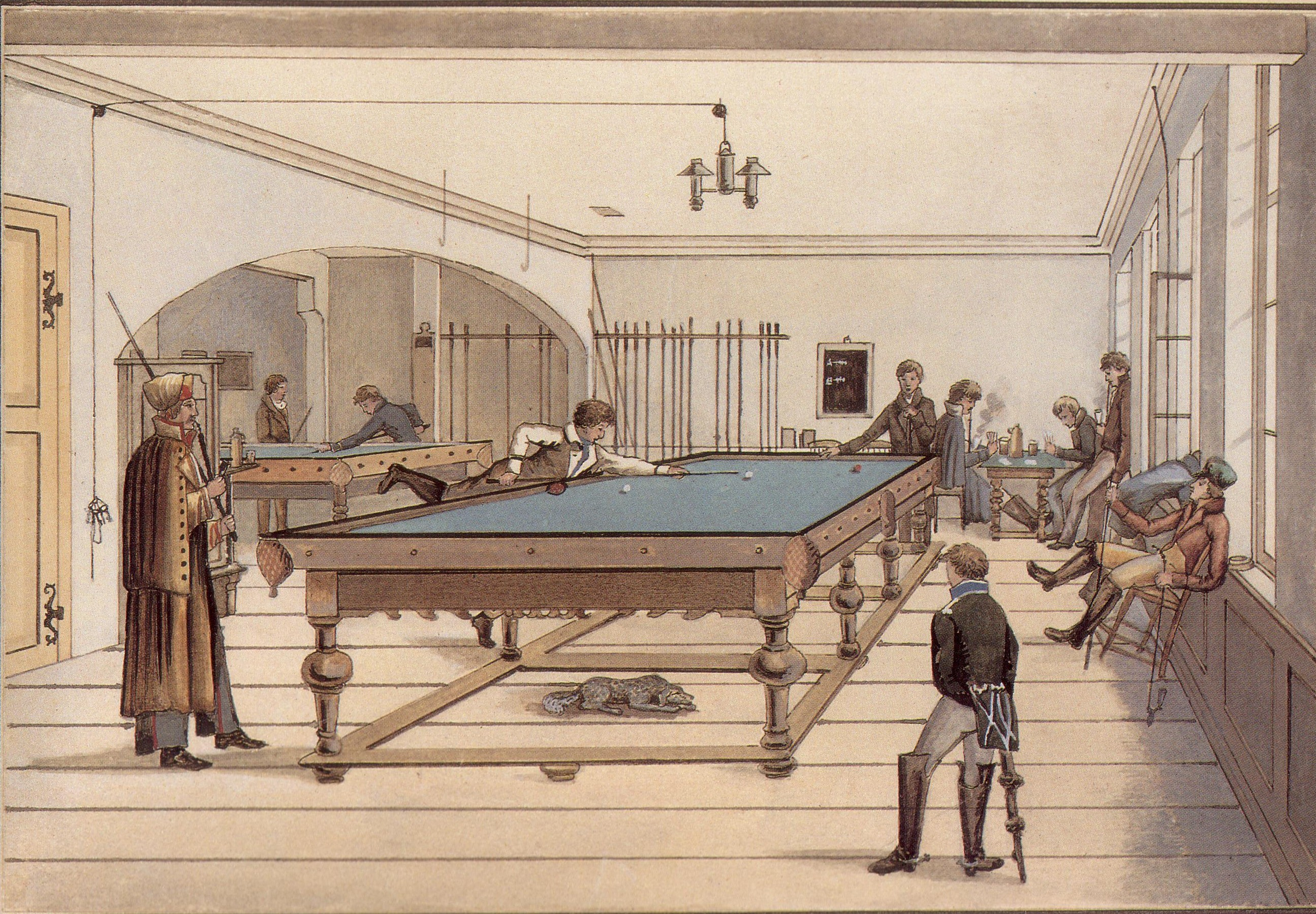
19世紀初期的三號球撞球玩法

撞球是一種有多重玩法的技巧運動，其共同點是使用撞球桿撞擊一般為白色的母球，令其在撞球桌上滾動並撞擊其他球（子球），以達成特定目的。台球桌用布覆盖，球杆的边界則是弹性保险杠。

## 歷史

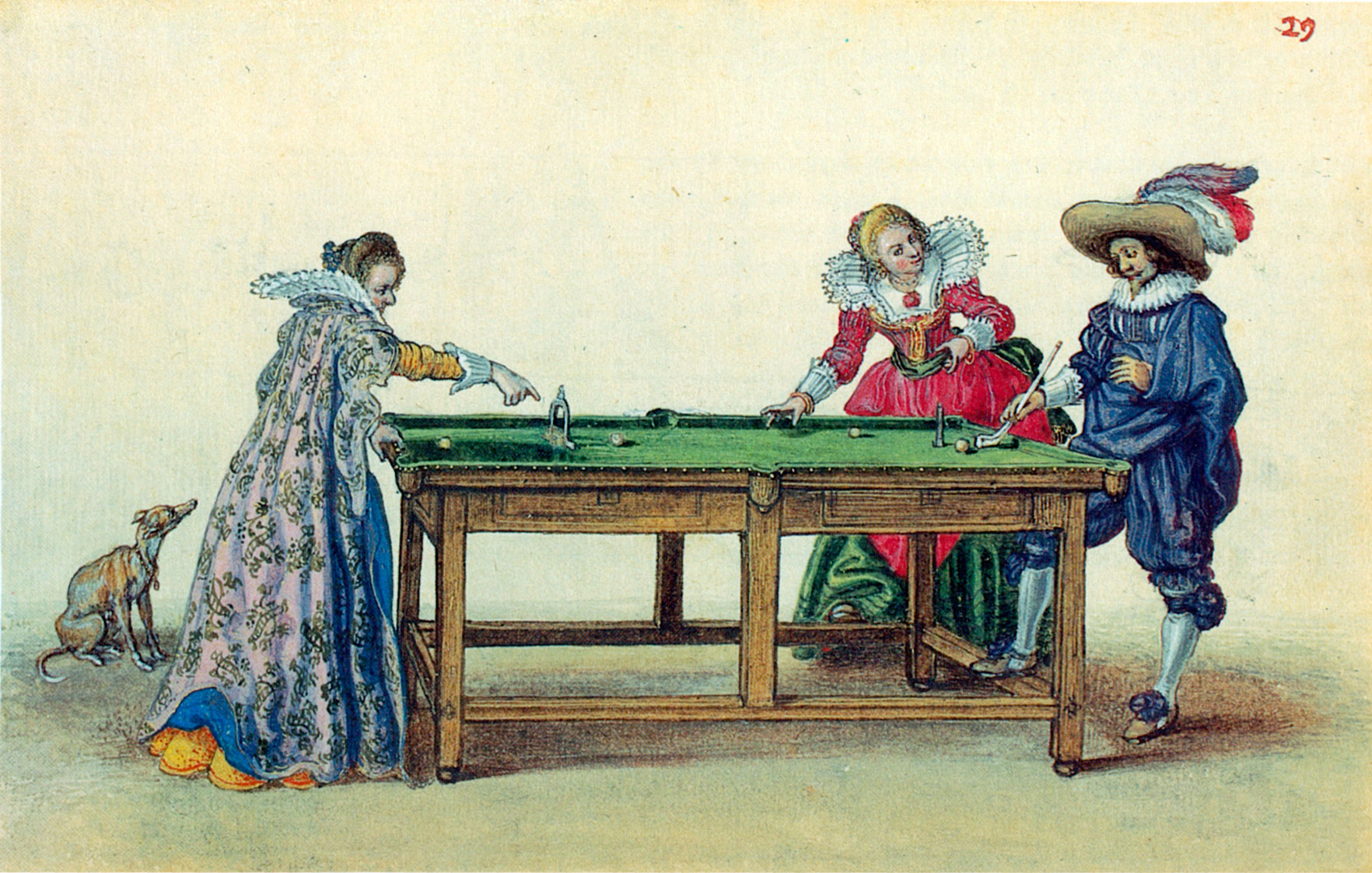
撞球運動的雛型

撞球運動的起源地目前尚無定論，有起源於西班牙、英國、法國等幾種不同的說法，但起源時間則大致公認為十四、十五世紀之間。
最初應該是一種在草地上進行的戶外運動，使用兩個圓形石頭，參與者使用一支靠在肩上的長曲棍，握住另一端去打擊圓石，令其滾動相碰的遊戲。後來歐洲大陸有人將其搬至室內，改在四面有框圍住的桌面上玩，參與者以曲棍打擊圓球，令球與球相撞而得分，並以此進行了最初的無袋式撞球比賽。
當時在美國則同樣使用兩個球，但改用象牙製造，並且在台面上豎立類似鎚球的金屬球門，使球通過球門而得分，形成落袋式撞球的雛型。

## 分類
撞球運動的分類方式並無定論，現依照使用器材（球台與球）、規則與歷史淵源，分成如下五大類：
- 開侖：球桌沒有袋口，擊球目的在於使母球依各種規定方式及次數碰撞子球或台邊，其玩法有四球競賽、三球競賽、自由球、障礙線及三顆星等[2]。
- 花式撞球（亦稱美式桌球）：球桌有六個袋口，擊球目的在於碰撞以使子球落袋，因使用標有號碼的各色子球（花球），故稱為「花式撞球」。其玩法有14-1、8號球、9號球及10號球等。
- 英式桌球：球桌也有六個袋口，擊球目的也是使子球落袋，但規則不同。相較於花式撞球，其桌面較大，球及袋口較小，進球困難度較高。分为斯诺克和比利两种主要玩法：司諾克使用十五顆紅球、六顆不同顏色的色球及一顆白色母球；英式撞球（比利）則僅使用白、紅、黃三顆球。
- 俄式撞球：球桌規格與英式桌球相近，但球較大而袋口較小，進球困難度最高。使用十五顆白色號碼子球及一顆紅色母球，有自由派、混合派、動態派等玩法。
- 瓶式撞球：球桌中央放置數個形狀近似保齡球瓶的小瓶，擊球目的是使球撞倒足夠數量的小瓶。較為流行的義大利瓶式撞球使用無袋口開侖球桌，而丹麥瓶式撞球則使用有六個袋口的花式球桌。依據使用瓶數又分成5瓶、9瓶兩種玩法。

## 開侖

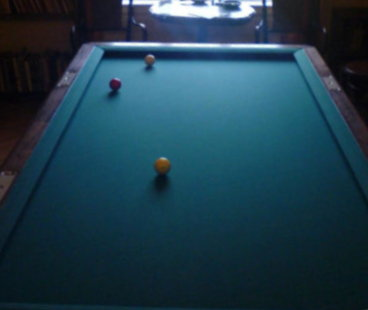
開侖撞球台

開侖是一種球桌沒有袋口的撞球運動。開侖撞球有多種競賽方式，其共同點是使用撞球桿來撞擊母球，令其在撞球桌上滾動並撞擊其他球，以達成特定目的而得分，主要流行於歐陸各國及亞洲的日本、韓國。
早期的開侖競賽項目有四球競賽、三球競賽等，後來因為發明了「賽利」撞法，讓三個球持續集中在一個小範圍內，不斷地撞擊得分，而創造驚人的高分，失去競賽意義。為了挽救開侖撞球運動，於是各種改革方案應運而生：一類是限制在某些區域內的擊球次數，例如自由球及各種障礙線；另一類是額外要求母球或子球碰撞桌邊（Cushion，音譯「顆星」）以增加困難度，例如一顆星及目前最受重視的三顆星。

### 自由球

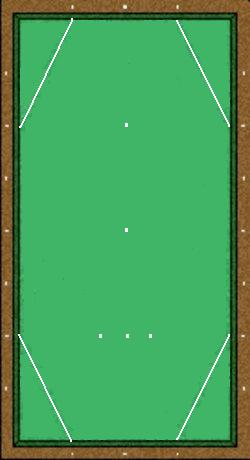
自由球競賽禁區

自由球是一種常見的開侖撞球競賽方式，使用紅、黃、白球各一個，白球和黃球都是母球，雙方各選一顆當作自己的母球。桌面四個角落畫有斜線，與桌邊構成四個三角形禁區。
自由球競賽的基本得分方式與其他的開侖撞球一樣，必須在撞擊母球後碰撞到其餘兩顆球，但選手在同一輪擊球中，可以在球桌除了禁區之特定角落外的任何地區一直打雪利球，直至達到指定的分數為止。
自由球為1998年亞洲運動會及2002年亞洲運動會的正式競賽項目。

### 三顆星
三顆星競賽使用紅、黃、白球各一個，白球和黃球都是母球，雙方各選一顆當作自己的母球。擊球後母球必需碰到兩顆子球，而且在碰到第二顆球之前，母球必須最少碰台邊三次。
例如：
- 母球擊打某顆子球，繞三顆星，再撞擊第二顆球
- 母球繞三顆星，然後撞擊兩顆子球
- 母球繞一顆星，然後繞兩顆星再撞擊第二顆球
- 母球繞兩顆星，然後繞一顆星再撞擊第二顆
- 撞球

三顆星是一種技術性很高的比賽，為1998年亞洲運動會及2006年亞洲運動會的正式項目。

## 花式撞球
花式撞球使用的球桌有六個袋口，撞擊目的在於使色球落入袋口。因使用標有號碼的各色子球（花球），故稱之為「花式撞球」。其玩法有14-1、8號球、9號球、10號球、一袋球、輪番球及Bank pool等。

### 14-1

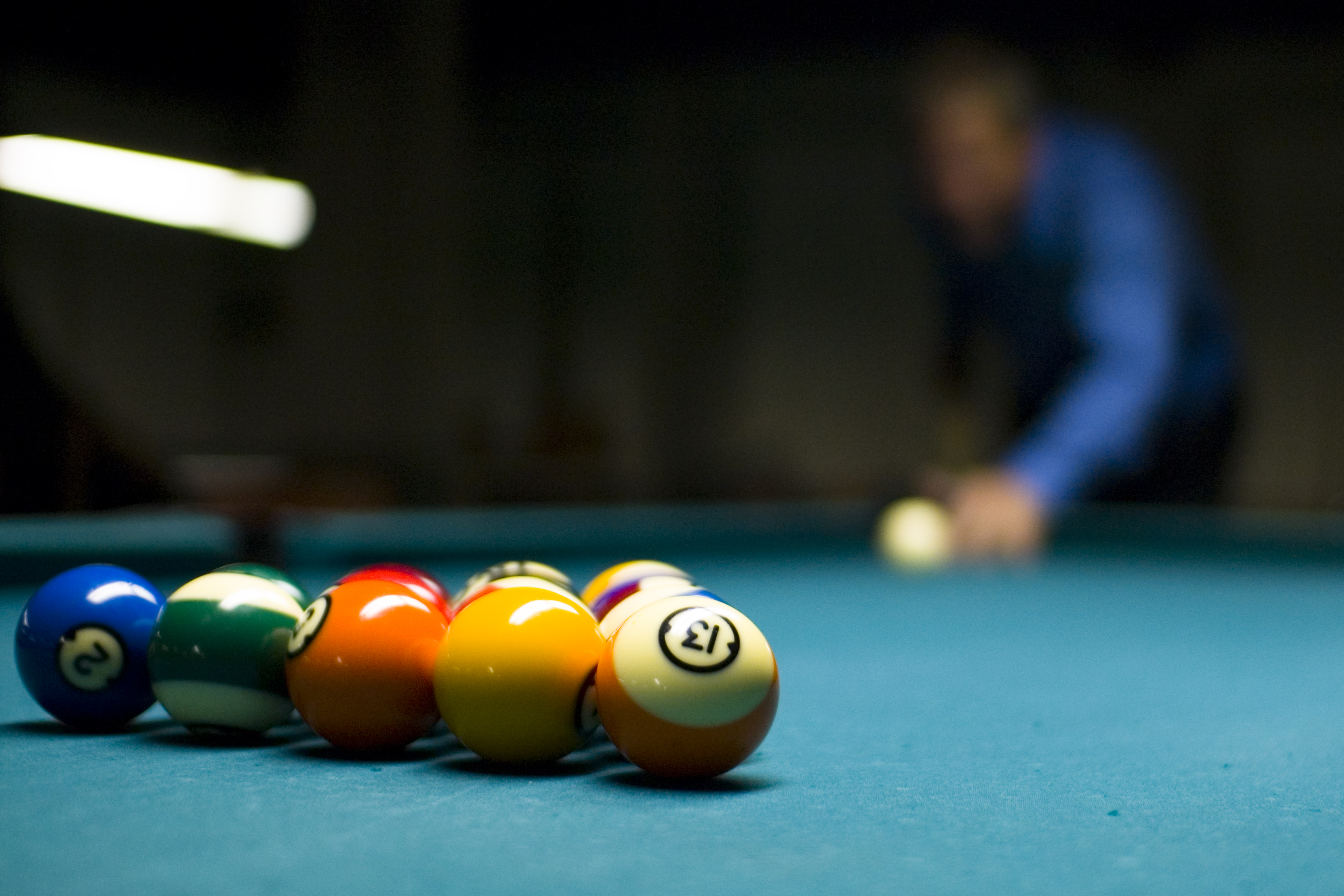
14-1開球前的球堆

14-1是一種使用白色母球及15顆號碼球的花式撞球玩法。每次擊球前必須先指定子球號碼及袋口，成功該子球撞入該袋口，才能得分並繼續擊球，否則即換由對方擊球。開局前，15顆子球緊密排在球台一側的三角框線裡，最前端的子球中心剛好落在腳點上。開球時若未得分，必須至少讓兩顆子球碰到台邊，否則就是犯規而扣分。
當台面上的子球逐一入袋而僅剩一顆時，即完成一局。這時必須撿起袋中的14顆子球重新排在三角框線裡，除最前端腳點位置留空外，其餘各球仍緊密排列，形成所謂的局間開球。
14-1通常事先約定目標分數，打進一顆球得一分，先達成目標者為勝。正式比賽的目標通常設為100分，職業賽則為150分。14-1流行於美國、歐洲、菲律賓、日本和台灣等地區，在9號球和8號球興盛之前，是相當常見的撞球運動比賽項目。

### 8號球

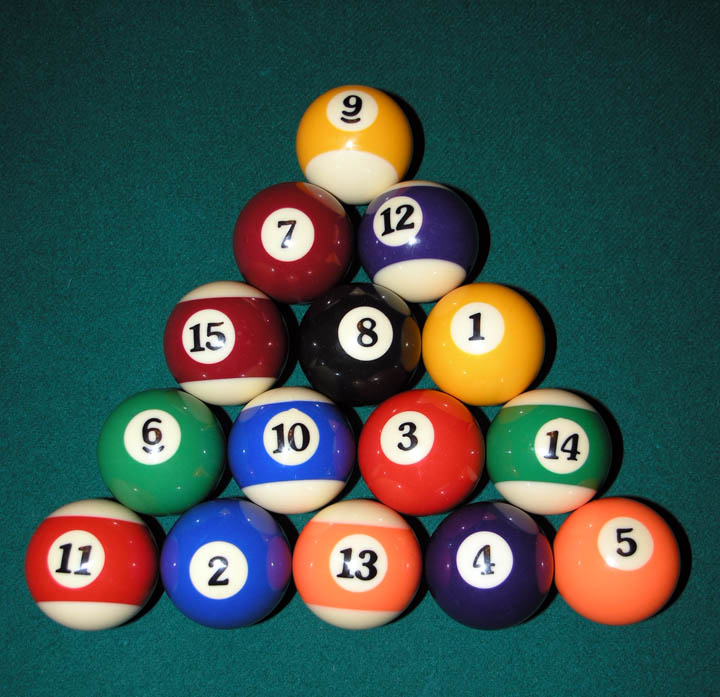
8號球開球球堆

8號球比賽開始時，子球放三角框裡，三角框的底部與腳顆星平行（球桌的短邊），前後的位置以最前端的球對應到腳點為準。排子球時，從球堆後端往前推向第一顆球，使得子球緊密相連。根據世界標準規則，8号球必須放在最中間的位置，而左下角和右下角的子球必須一球為大花、一球為小花（請見上圖）。母球可依選手要求擺放在開球區裡。
獲得開球權的選手先把球堆衝開，如果開球犯規（少於四顆球碰到顆星邊且沒有球進袋），對手可以要求重新開球且成為開球者，或是以目前的球況繼續比賽。如果開球後有進袋，開球方可以繼續出杆，球局仍然為「開放」的狀態（意指開球方還可自由選擇要打大花或小花）。如果開球方第二次出杆沒有球進袋，球局依然是「開放」，直到有子球落袋為止。
一方選手在出杆犯規或無球進袋之後，便停止出杆，換由另一方選手出杆，比賽依此方式進行。犯規之後，接著出杆的選手有自由球的機會將球擺在球桌上的任何位置。
開球後的第一杆，選手若將大花球打進，往後他只能將大花球打進袋，另一方選手則打小花球。一旦一方選手將他的子球都打進袋了，需再把8号球打進他指定的袋口才獲勝，若進錯袋或出杆犯規，則輸掉當局，否則其出杆權結束。
打進自己所有的子球後（大花或小花），在不違規的情況下，將8号球打進袋口就是勝方。

#### 中式台球
主要流行于中国大陆的一种台球打法。最初只流行于民间，称为「中式八球」、“黑8”或“16彩”。后来才得到中国台球协会的认可，并举办正式比赛。2012年3月15日，中国国家体育总局小球运动管理中心，因以往国内对“8球”比赛的称呼较为混乱，统一更名为“中式台球（Chinese Billiards）”。2014年6月13日，中国台球协会再次对这种台球打法进行更名，改为“中式台球（China Pool）”
由于“中式台球（Chinese Billiards）”的称呼过于笼统且频繁更改，人们仍然约定俗称的称呼这项运动为“中式八球（Chinese Eight Ball）”。
“中式八球（Chinese Eight Ball）”的称呼始于“乔氏杯”中式八球国际大师赛的前身-2006年“乔氏杯”中式八球排名赛。

### 9號球

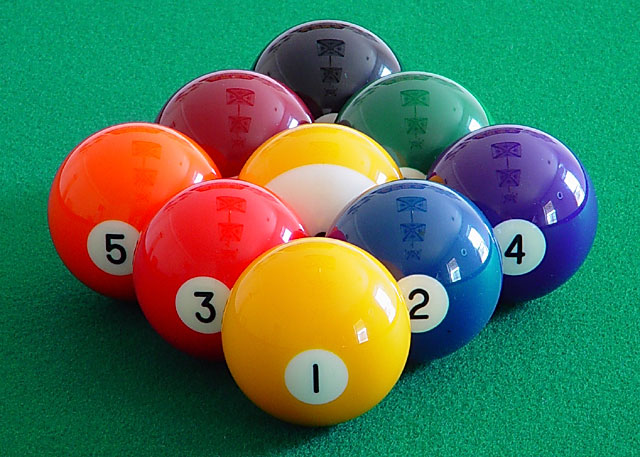
9號球

此種玩法只使用1到9號球，所以先把10到15號球拿掉。
將9球組成一菱形陣，1號在前端，9號在中間，2號球置後，其餘無硬性規定擺放方式。
規則如下：
1. 比球時，雙方選手須將母球觸及對側牆面反彈，最靠近選手方者率先取得開球權。
2. 衝球時，母球需觸及1號球。
3. 由小到大依序進攻。
4. 母球洗袋、母球未觸及指定球或母球先觸及非指定球後再觸及指定球者，視為犯規，均為對方自由球。
5. 以打入9號球者為勝。另帶一提，若打進9號球，母球亦隨之洗袋者，則將9號球置於發球區重開，並視同犯規，為乙方之自由球。
6. 甲方倘若於同一局內"連續"犯規三次，該局則由乙方勝出。
7. 9號球若於衝球時、因受指定球碰觸之故而入袋時(如緯來球評常說的：N9碰)均視為甲方勝出。

犯規打進的球不用撿起來，只有9號例外，要撿起來放在腿部。
一般的比賽通常是勝方開球或是輪流開球。
開完球後，在母球與號碼最小的球之間，經常會有其它子球阻礙路線，使母球無法直接打到目標球。所以為了降低運氣成分，開完球的第一竿可以做push out（“推杆”），要使用必須事先聲明，所謂push out是指，可以把母球推到任何一個位置，不受先碰到號碼最小的球這條規則限制，你想把球打進也可以（但是9號打進要撿起來），若母球落袋一樣算犯規，而對手可以選擇打或是不打。一般策略是將母球放到一個位置，摸的到目標球，但是無法直接進袋，若開完球之後，無法打到目標球，選手通常會作push out，然後雙方進入防守戰。
而有少數比賽爲了降低運氣成分，會取消開球進9號直接獲勝的規則，而是要求開球進9號必須撿起來。也有可能要求打擊9號時必須事先指定袋口。

### 10號球
此種玩法只使用1到10號球，所以先把11到15號球拿掉。
10號球是由9號球發展出來的一種新興項目，玩法基本上與9號球類似，主要差異點如下：

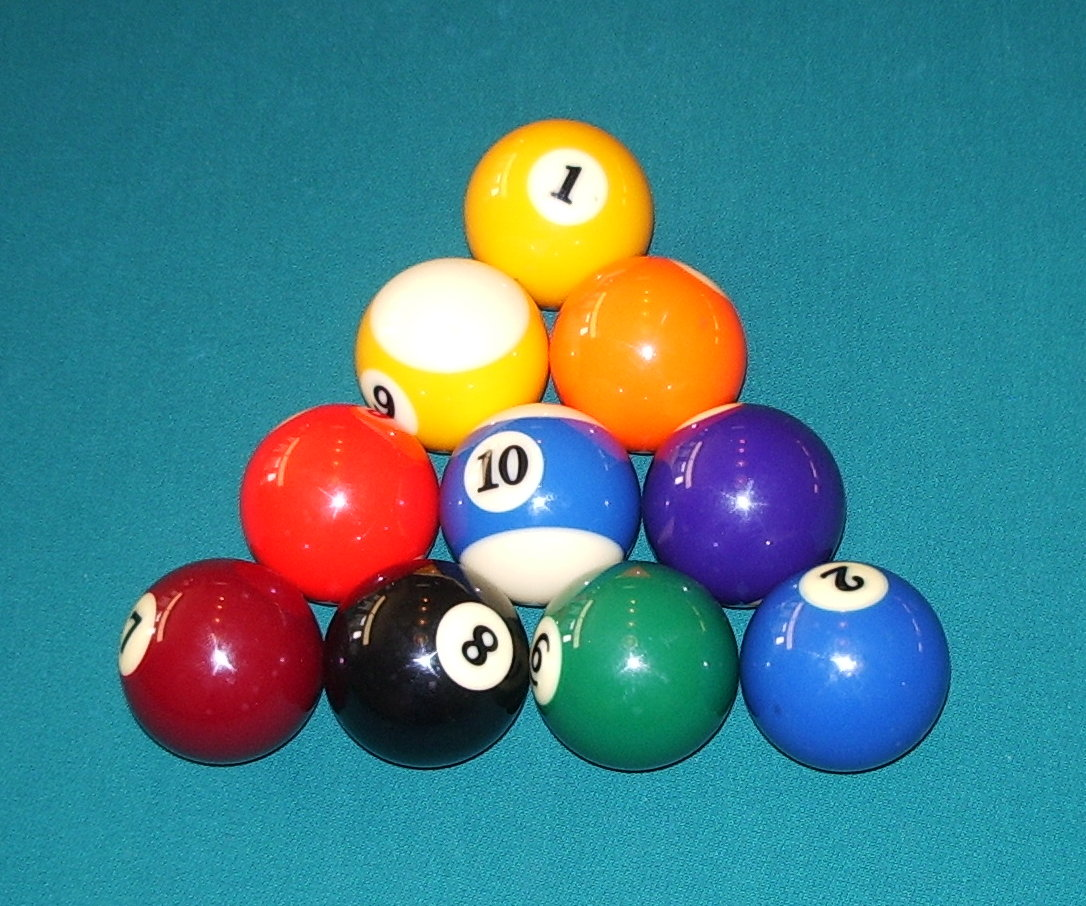
10號球排球

1. 排球時排成三角形，1號球在前端，10号球在三角形中間，其他球位置不限
2. 擊球前必須先指定球、指定袋
3. 打進10号球者獲勝[3]

由於多了一顆球，開球時直接打進10号球機率很小，加上必須先指定球、指定袋，因此困難度比9號球競賽提高很多，是一種極具發展潛力的新興項目。

### 235
235是台灣選手自己發明的一種玩法，又稱四粒仔、台式開侖。利用花式撞球中的母球、一號球（黃色）以及三號球（紅色）和十一號球（紅色）。
簡單的規則如下：
1. 母球首先須觸碰到一顆黃色球及一顆紅色球，謂之得兩分。
2. 之後再觸碰兩顆紅色球，謂之得三分。
3. 最後再觸碰全部的球（兩紅一黃），謂之得五分

每完成一個2-3-5的循環，就得一局，之後再繼續下一個循環。
235雖然並不是正式比賽的項目，但對於增進母球的細膩度有極大的幫助，因此許多職業選手也常以235做為練球的項目。

## 英式撞球與司諾克

### 英式撞球
英式撞球（English Billiards）是一種結合開侖撞球觀念的落袋式撞球，使用白色、黃色母球各一顆，及一顆紅色子球，主要流行於英國及東南亞各國，自1998年亞洲運動會開始，也成為該運動會的正式比賽項目。
英式撞球的得分方式有：
- 母球先後碰撞另一顆母球及紅球，不論次序：两分
- 母球碰撞紅球並令其進袋：三分
- 母球碰撞另一母球並令其進袋：两分
- 母球碰撞他球後本身進袋：先撞到紅色三分；先撞球另一母球或同時撞到紅球與另一母球两分

上述得分方式若同時發生，則可合併計分。

### 司諾克

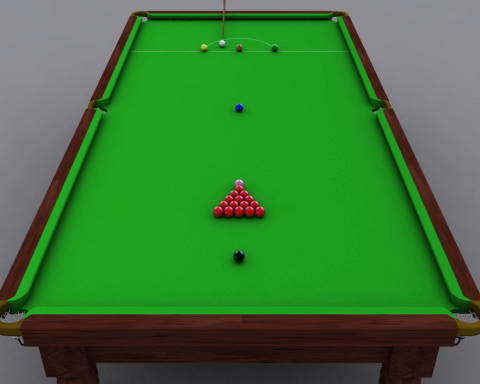
司諾克撞球

司諾克（Snooker）香港又名英式桌球，也是一種落袋式撞球，但因為具有悠久的歷史與獨特的地位，一般單獨歸成一類。標準的比賽球桌長12英尺，寬6英尺。用球包括1個白色母球，15個紅球和6個色球。撞擊紅球入袋得1分，色球入袋分數依次為黃（2）、綠（3）、棕（4）、藍（5）、粉紅（6）、黑（7）。
比賽開始前，15顆紅球緊密排列於三角框線區，黑球置於三角框線底腳點，粉紅球置於三角框線頂腳點，藍球置於中點，發球線黃球、棕球、綠球分別置於發球線右側、中間、左側。開球者可將白色母球置於半圓形發球區的任何位置，開球時應撞擊母球，令其撞開紅色球堆。初期進球順序為先進一顆紅球，再進一顆色球。紅球落袋不取回，色球落袋則取回並置於開球前的初始位置。當最後一顆紅球落袋並打完其後的一顆色球後，應以黃、綠、棕、藍、粉紅、黑的順序逐個擊球進袋且不取回，結束時以得分較高者為勝。
司諾克盛行於英國、愛爾蘭、加拿大、馬來西亞、澳洲和印度等英聯邦國家以及香港，一度也曾流行於台灣。近十幾年來，司諾克運動也在東亞得到推廣和普及，目前泰國、中国大陆等地都有優秀選手湧現。

## 俄式撞球

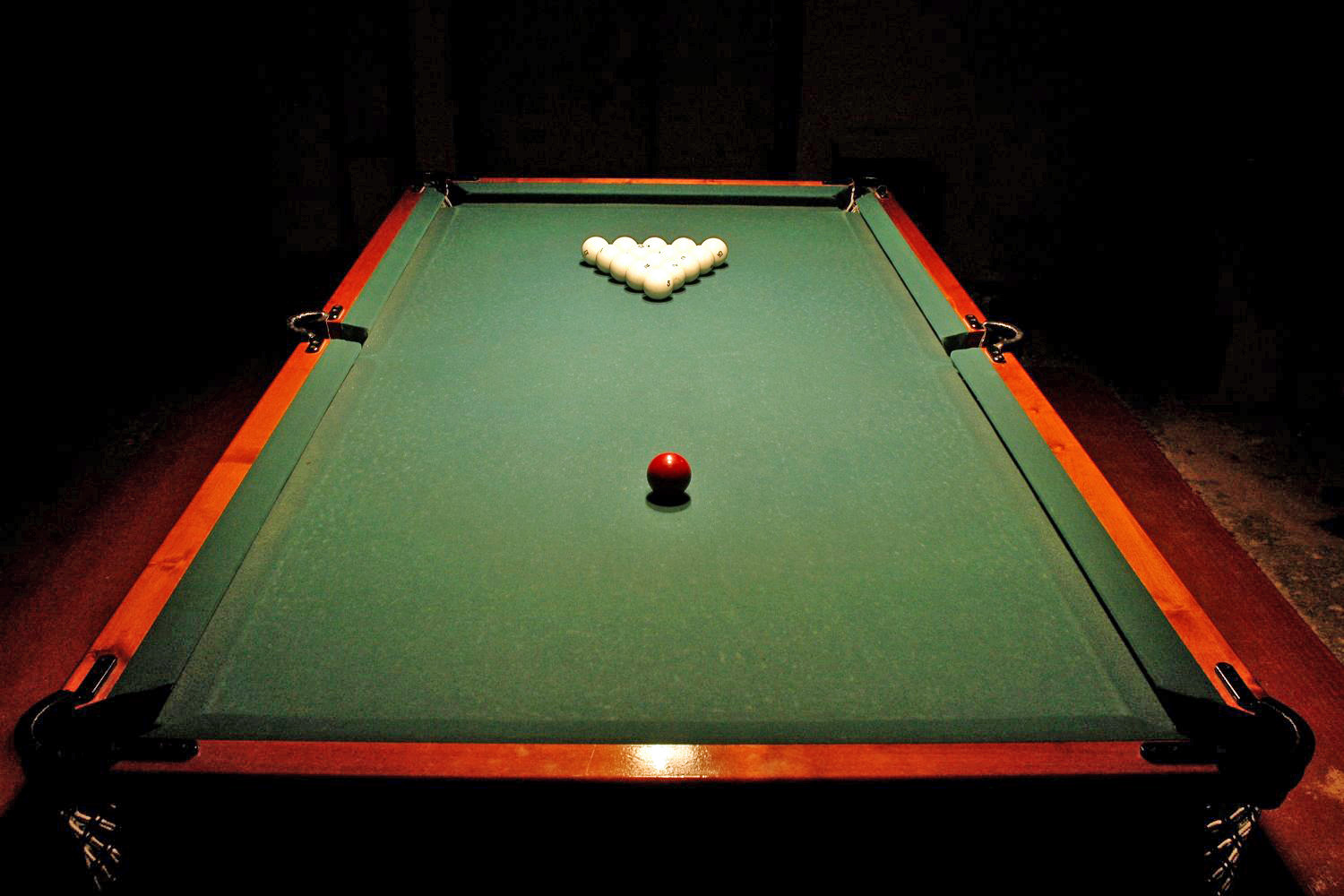
俄式撞球

俄式撞球也是一種落袋式撞球，使用紅色母球及十五顆白色號碼球。球較大，袋口較小，是所有撞球運動家族中，進球難度最高的，主要流行於前蘇聯各國及芬蘭。
俄式撞球有很多種不同的玩法，較常見的為自由派、混合派、動態派三種賽制。不論上述何種賽制，開局前均將15顆號碼球排列於三角框內。開球者撞擊置於發球線的母球，令其撞開號碼球堆。
擊球者不管打進母球或子球，都算得分，並可繼續擊球；否則換對手擊球。一局比賽以率先打進8顆球者為勝，正規的比賽通常定為搶7局以上。
在自由派賽制裡，開球後可用任意球當作母球，其餘的就是子球。在混合派及動態派賽制裡，紅色是唯一的母球，因此紅球進袋後，必須拾回並重新放回球台上，並由進球者指定移除台面上的一顆白球。兩種賽制的差別是：混合派必須將拾回的母球放置於發球區，次一球只有進中袋及遠方底袋才算得分；而動態派可將拾回的母球放置於球台上任何位置，但次一球母球進袋不算得分。

## 瓶式撞球
瓶式撞球是球桌中央放置數個小瓶，擊球目的是使球撞倒足夠數量的小瓶。較為流行的意大利瓶式撞球使用無袋口開侖球桌，而丹麥瓶式撞球則使用有六個袋口的花式球桌。依據使用瓶數又分成5瓶、9瓶兩種玩法。
最流行的5瓶競賽是使用沒有袋口的開侖球台，在意大利及阿根廷屬於主流的撞球運動項目，也流行於歐洲及拉丁美洲各國。

## 特技撞球
特技撞球（Trick shot）指使用特殊排球方式或道具在撞球台上完成近乎“不可能”的动作。与其他撞球运动类似，使用撞球桿撞擊母球，令其在撞球桌上滾動並撞擊其他球（子球）或道具，以達成特定目的。

## 杆法
- 高杆（推杆）：击打后使母球往前。
- 中杆（定杆）：击打后使母球定點。
- 低杆（拉杆）：击打后使母球往后。
- 下塞（右塞或左塞）：击打后使母球撞擊顆星反彈角度放大或縮小。
- 曲球：击打后使母球行進路線呈曲線。
- 跳球：击打后使母球飛越障礙物。

## 國際組織
國際撞球運動聯合會（World Confederation of Billiards Sports，WCBS）為全世界各種撞球運動的整合性組織，成立於1992年。該會由四個獨立運作的次級組織共同組成，包括主導開侖撞球的世界撞球聯盟（Union Mondiale de Billiard，UMB），主導花式撞球的世界花式撞球協會（World Pool-Billiard Association，WPA），主導司諾克撞球的世界職業撞球暨司諾克協會（World Professional Billiards and Snooker Association，WPBSA）及其對應的業餘組織國際撞球暨司諾克協會（International Billiards and Snooker Federation，IBSF）。
國際撞球運動聯合會並未主導各種撞球運動規則的制定，也不舉辦比賽，而是將其交給上述次級組織去運作。近年來國際撞球運動聯合會致力於在國際體壇上爭取更大的舞台，而且獲得不錯的成績。自1998年起，撞球已成亞洲運動會的競賽項目；而自2005年起，也已成為世界運動會的競賽項目。

## 外部連結
- （中文） 各種免費桌球遊戲 （页面存档备份，存于）
- （中文） FlyOrDie 3D撞球遊戲(真人線上對決) （页面存档备份，存于）
- （英文） AzBilliards （页面存档备份，存于）
- （中文） 中華民國撞球運動協會 （页面存档备份，存于）
- （中文） CueTable-酷桌製圖中文指南 （页面存档备份，存于）
- （中文） 撞球桿論壇 （页面存档备份，存于）
- （中文） 147斯诺克网
- （中文） K.F Cues - Endorsed by Ga Young Kim
- （中文） 各種免費桌球遊戲
- 台球帝国主页 （页面存档备份，存于）